# Krčenje šume u Indoneziji
Krčenje šume u Indoneziji podrazumijeva trajni gubitak šuma i raslinja diljem zemlje, što ishoduje neprocjenjivim negativnim utjecajem na društvo i okoliš. Indonezija je podneblje nekih od biološki najraznovrsnijih šuma na svijetu i treća je po broju vrsta, nakon Brazila i Demokratske Republike Kongo. Sve do 1900. godine Indonezija je još uvijek bila prekrivena gustim šumama, koje su činile 84% ukupne površine države. Krčenje šuma se tijekom 1970-ih znatno uvećalo, te je u ubrzanom usponu od tada. Procjenjuje se da je pokrivenost šumama od 170 000 000 hektara tijekom 1900. smanjena na manje od 100 000 000 hektara do kraja 20. stoljeća. Tijekom 2008. godine predviđeno je da će tropske kišne šume u Indoneziji iščeznuti u idućih 10 godina. Od ukupne siječe šuma u Indoneziji, čak 80% se vodi kao nezakonito.
Velika šumska prostranstva u Indoneziji uništena su i pretvorena u plantaže od strane velikih međunarodnih tvrtki za preradu celuloze, kao što je Asia Pulp and Paper. Šume često bivaju spaljene od strane poljoprivrednika i vlasnika plantaža. Drugi veliki povod krčenja šume je drvna industrija, vođena potražnjom iz Kine i Japana.  Razvoj poljoprivrede i projekti transmigracije prisilili su veliki broj ljudi naseliti se u prašumskim predjelima, dodatno ubrzavajući krčenje šume.
Siječa i paljenje šuma radi raščišćavanja zemljišta za poljoprivredu, učinili su Indoneziju trećim najvećim svjetskim odašiljačem plinova koji potpomažu učinak staklenika, iza Kine i SAD-a. Šumski požari često uništavaju velike površine prerađivača ugljena, uključujući stare prašume i tresetišta. Tijekom svibnja 2011. Indonezija je proglasila moratorij povodom novih ugovora o siječi šuma, kako bi podržala borbu protiv te pošasti. Ova odluka pokazala se neučinkovitom, jer je stopa siječe šuma nastavila rasti. Od 2012. godine Indonezija je prestigla stopu siječe šuma u Brazilu, te postala najbrže odšumljavajuća država na svijetu.

## Povijest
Indonezijsko otočje od oko 17 508 otoka podneblje je nekih od šuma s najrazličitijim biljnim i životinjskim vrstama na svijetu. Tijekom 1900. ukupna šumska područja predstavljala su 84% od ukupne površine Indonezije. Do 1950. plantaže i male oranice i dalje su zauzimale samo mali dio. Šumski pokrivač u tom dobu se procjenjuje na 145 000 000 hektara primarne šume i još 14 000 000 hektara srednjeg i plimskog raslinja. U ranim 1970-ima Indonezija rabi ovaj vrijedan resurs u gospodarske svrhe, zbog razvoja drvne industrije. Od kasnih 1980-ih do godine 2000., kapacitet proizvodnje povećan je za skoro 700% u industriji celuloze i papira, što je Indoneziju učinilo devetim najvećim proizvođačem celuloze i jedanaestim najvećim proizvođačem papira na svijetu.
Stopa siječe šuma nastavlja rasti. Državno izvješće o okolišu za 2009. koje je podnio predsednik Susilo Bambang Judojono, pokazalo je da je broj požara narastao s 19 192 tijekom 2008. na čak 32 416 tijekom 2009. godine. Ministarstvo okoliša optužilo je slabo provođenje zakona i nedostatak nadzora od strane mjesnih vlasti, jer je raščišćavanje zemljišta primarni uzrok požara. Između 1990. i 2000. godine, 20% šumske površine u Indoneziji je izgubljeno (24 000 000 ha), a do 2010. samo je 52% ukupne površine zemljišta još pod šumom (94 000 000 hektara). Usprkos moratoriju u novim ugovorima za siječu šuma nametnutim 2010., stopa krčenja šume nastavila je rasti do 840 000 hektara u 2012. godini, nadmašivši krčenje šume u Brazilu.

## Zahvaćena područja
Indonežanske nizinske tropske šume, najbogatije drvnom građom i bioraznolikošću, najviše su izložene riziku. Do 2000. godine one su skoro u potpunosti nestale u Sulawesiju, i predviđa se da će uskoro nestati i na Sumatri i Kalimantanu.
Deseci tisuća kvadratnih kilometara šume na Sumatri potpuno su uništeni, često pod zapovjedništvom središnje vlade koja podržava rad međunarodnih tvrtki na uklanjanju šume. Na Kalimantanu su između 1991. i 2014. velike površine obrasle šumom izgorjele zbog nenadziranih požara, što je uzrokovalo onečišćenje atmosfere diljem jugoistočne Azije.

## Krčenje šuma
Zajednička studija Velike Britanije i Indonezije o drvnoj industriji u Indoneziji 1998. godine pretpostavila je da je 40% posiječenih stabala uklonjeno nezakonito, s vrijednošću od preko 365 000 000 američkih dolara. Prema novijim procjenama, uzevši u obzir zakonitu siječu stabala i uspoređujući ju s količinom domaće potrošnje i izvoza, računice pokazuju da je 88% posiječenih stabala u zemlji uništeno na neki način nezakonito. Malezija je ključna tranzitna zemlja za nezakonito stvorene drvene proizvode iz Indonezije.

### Nezakonito pustošenje šume
Procjenjuje se da je oko 73% proizvedene drvne građe zasigurno pribavljeno nezakonitom siječom stabala. Mnogi načini krčenja šume u Indoneziji smatraju se iz više razloga nezakonitim.
Privatne korporacije, motivirane zaradom od strane lokalnih i regionalnih tržišta zahtjeva za drvnom građom, odgovorne su za uništavanje šume. Ova agro-industrijska poduzeća često ne posluju u skladu s osnovnim zakonskim propisima, jer neprimjereno primjenjuju isplativije ali daleko ekološki neučinkovitije načine siječe šuma, poput šumskih požara radi pustošenja zemljišta u poljoprivredne svrhe. Šumarski zakon iz 1999. godine navodi da je od ključnog značaja za tvrtke biti podržane od strane vlasti u pojedinim područjima uz IPK dopusnicu, tj. dopusnicu za prikupljanje drvne građe radi zakonitog odobrenja siječe šume. Međutim, mnoge od ovih korporacija uspijevaju preskočiti zakonsku proceduru i uz to uvećaju zaradu od prihoda služeći se nezakonitim djelatnostima, poput podmićivanja državnih službenika. Na ruku im idu i loše zakonske regulative u Indoneziji, koje obeshrabruju napore za očuvanje šumarstva.
U praksi diljem države poljoprivrednici i nadničari u ruralnim predjelima, koji posjeduju najniži stupanj obrazovanja, primjenjuju osnovni način košenja i paljenja usjeva kako bi „oplemenili“ svoja obradiva zemljišta. Ova rudimentarna poljoprivredna tehnika podrazumijeva i siječu šumskog drveća prije sušne sezone, a potom i spaljivanje ovih stabala u idućoj sušnoj sezoni, u cilju osiguravanja gnojiva koje će obogatiti mineralni sastav zemljišta. Ova poljoprivredna praksa ponavlja se na istom zemljištu sve dok se ono ne isprazni od hranjivih materija i više nije u stanju davati dovoljan urod i donositi poljoprivredne prinose. Nakon toga, ovi poljoprivrednici prelaze na drugu česticu i iznova primjenjuju svoj način siječe i paljenja usjeva. Ovaj društveni čimbenik krčenja šume povećava izazove s kojima se suočava održivost šumarstva u zemljama u razvoju kao što je Indonezija.

## Pokušaji zaštite
Napori u cilju zaustavljanja globalnih klimatskih promjena uključili su i mjere koje su osmišljene kako bi se pratilo uništavanje šume u Indoneziji i kako bi se državne i mjesne vlasti potaknule zaustaviti daljnji nestanak stabala. Opći naziv ovog programa je „Smanjenje emisija šumske degradacije i krčenja šuma“ (REDD). Novi sustavi za praćenje krčenja šume rabe se u Indoneziji. Jedan takav sustav, Akcijska platforma šumskog monitoringa pod upravom Centra za globalni razvoj, trenutačno prikazuje podatke o siječi šuma diljem Indonezije na mjesečnoj razini.
Dana 26. svibnja 2010. godine Indonezija je potpisala sporazum o namjerama s Norveškom, u kojem se postavlja dvogodišnji moratorij o novim koncesijama za siječu šuma, kao dio dogovora u kojem Indonezija dobiva 1 000 000 000 američkih dolara ako ne prekrši svoju obvezu. Očekivalo se da Sporazum smanji industriju palminog ulja i zaustavi ili uspori planove o stvaranju velikog poljoprivrednog imanja u provinciji Papua.
Sredstva će u početku biti posvećena dovršenju strategije klime i šuma Indonezije, izgradnji i institucionalizaciji ljudskih kapaciteta koji bi pratili, izvješćivali i provjeravali smanjenje emisije štetnih plinova, a ujedno i usvajali nove politike i institucionalne reforme. Norveška kani pomoći Indoneziji pri uspostavljanju sustava koji bi smanjio korupciju, tako da zakon može biti proveden u potpunosti. Dvogodišnji moratorij o siječi drveća proglašen je 20. svibnja 2011. godine. Tijekom 2013. produljen je za još dvije godine.

## Galerija
- Šuma na otoku Bangki, opustošena zbog stvaranja plantaže uljne palme
- Šume stare nekoliko desetljeća posiječene zbog stvaranja poljoprivrednog zemljišta (1947.)
- Drvna građa s otoka Bornea
- Uništavanje vegetacije u pojasu zaštitnog obruča oko Nacionalnog parka Bukit Tigapuluh, Sumatra
- Nestanak šume i priprema sadnica, Sumatra
- Posiječena šuma postat će plantaža duhana